# Неофит (Пагида)
Архимандрит Неофи́т (греч. Αρχιμανδρίτης Νεόφυτος, в миру Стефа́н Паги́да греч. Στέφανος Παγίδας; 1835, Филотион — 1892, Санкт-Петербург) — греческий богослов, переводчик, духовный писатель

, архимандрит, настоятель греческой посольской церкви в Санкт-Петербурге.

## Биография
Родился в 1835 году в деревне Филотионе на острове Наксос.
Обучался в Афинском университете (в 1887 году получил докторскую степень на богословском факультете Афинского университета). Изучив русский язык и русскую богословскую науку, Неофит решил познакомить своих соотечественников с состоянием разных отраслей богословской науки в России. С этой целью он перевёл на греческий язык и издал с примечаниями и дополнениями: учебник «Догматическое Богословие» митрополита Макария (Булгакова), «Об обязанностях христианина» Бажанова и «Историческое учение об отцах церкви», Филарета Черниговского.
Кроме того, Неофит перевёл много избранных проповедей Иннокентия (Вениаминова) и Филарета (Гумилевского), а также ряд сочинений первого: «Последние дни земной жизни И. Христа».
Из произведений светской литературы он перевёл сочинение Богдановича: «Наваринская битва», с целью напомнить о заслугах России в освобождении Греции от турецкого ига.
Для ознакомления русских читателей с произведениями греческой литературы Неофит перевёл «Нравственные беседы на воскресные евангелия», греческого учёного Леона Меласа (опубликовано в «Христианском Чтении» за 1883 г. и отдельно, СПб., 1884).
Кроме проповедей (более 20 из них переведены на русский язык и напечатаны в «Христианском Чтении»), он написал: «Κύριλλος ό Άλεξανδρίας άρκιεπίσκοπος» (Лейпциг, 1884).